# 아키타 마사테루
아키타 마사테루(일본어: 秋田 政輝, 1982년 9월 25일 ~ )는 일본의 전 축구 선수이다.

## 구단 경력
과거 미토 홀리호크, 츠바이겐 가나자와에서 활동하였다.